# Dabringhausen

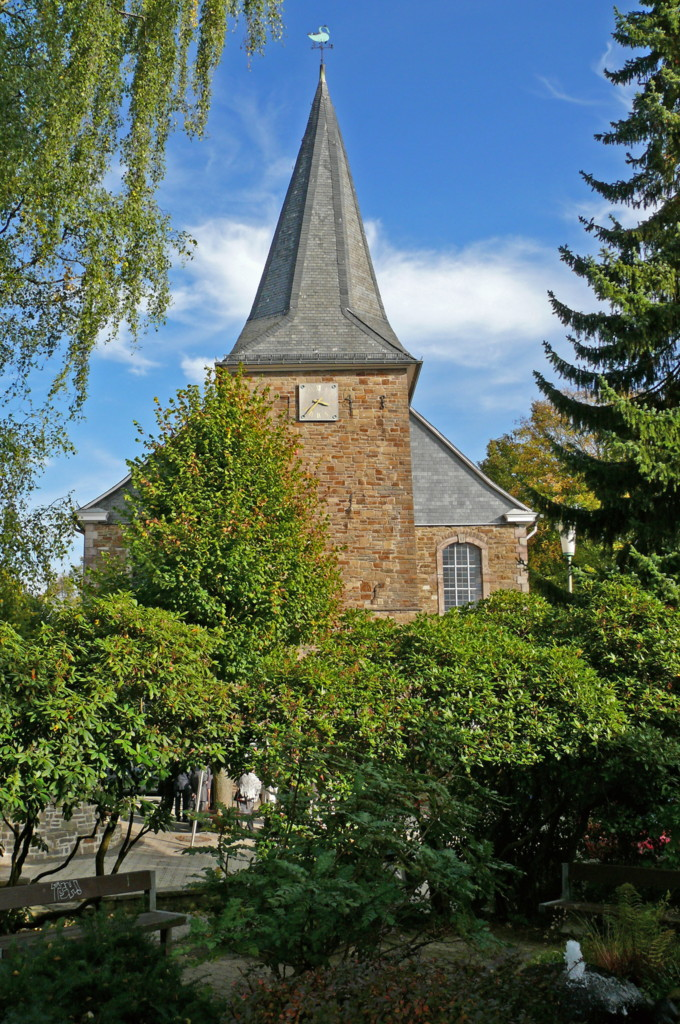
Evangelische Kirche Dabringhausen 2013, Vorderansicht mit Turm und kleiner Anlage mit Springbrunnen

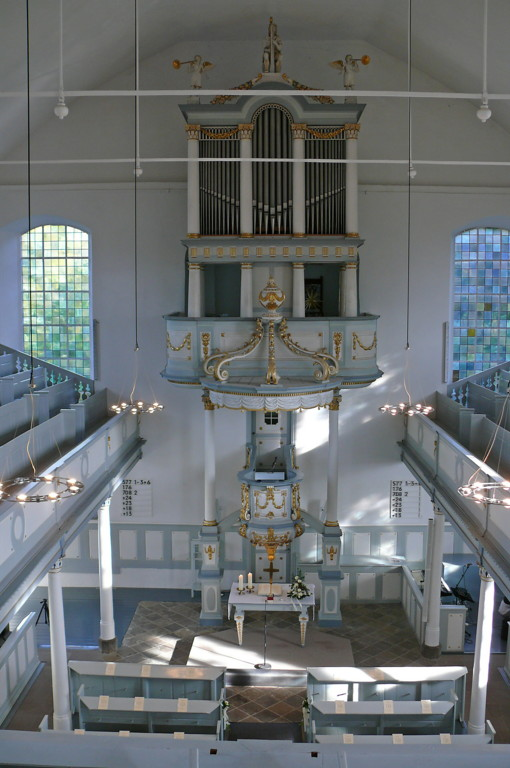
Evangelische Kirche Dabringhausen 2013 – Kirchenschiff Innenansicht mit Blick auf Altarbereich und Orgel

Dabringhausen ist vor Dhünn der größte Stadtteil von Wermelskirchen in Nordrhein-Westfalen und war lange Zeit eine selbstständige Gemeinde. Der Ort grenzt an Odenthal, Kürten und Burscheid und hat eine Fläche von 23,11 km². Zwischen Dabringhausen und Kürten liegt die Große Dhünntalsperre.

## Geschichte
Steinzeitliche Funde bezeugen in einer Vielzahl die ersten Jäger und Sammler um 4000 v. Chr. in Dabringhausen.

### Mittelalter
Im Jahr 1230 wurde Dabringhausen im Urbar des St.-Andreas-Stiftes in Köln als „Dabrezhusen“ zum ersten Mal erwähnt. Die Entstehung des Ortes ist aber bis in die karolingische Zeit zurückzuführen, denn der Namensbestandteil -inghausen lässt auf eine Besiedlung im 9./10. Jahrhundert durch Sachsen schließen. Das Ehepaar Matilfrit und Adelita schenkten ihre Güter zu „Dagebratitinchusen“ (Dabringhausen) u. a. an das St. Andreas-Stift zu Köln. Ein Mann mit Namen Matilfrid wird um 860 zusammen mit einem Werinbold (für Wermelskirchen) im Umfeld des Kölner Erzbischöfe Gunther und Willibert genannt. Eine weitere Nennung im 13. Jahrhundert schreibt „Dagebretheshusen“. Der Pastor von Dabringhausen, Konrad, schenkte der Abtei Altenberg eine wertvolle Handschrift, einen Kommentar zu Rabanus Maurus, die noch heute in der Universitätsbibliothek Düsseldorf aufbewahrt wird. Im Mittelalter war Dabringhausen einer der Gerichtsstandorte eines bergischen Landgerichts. Das Obergericht befand sich in Porz. Eine Besonderheit für das mittelalterliche Amt Bornefeld (ab 1555 Amt Bornefeld-Hückeswagen) lag in der Bestimmung, dass 24 Schöffen anderer Gerichte oder anderer Ämter zur Konsultation hinzugezogen werden mussten, wenn bei offenen Rechtsfragen kein Urteil gefasst werden konnte. Für das Amt Bornefeld waren dies die Ämter Miselohe und Steinbach. Der Rechtszug ging über Wermelskirchen nach Dabringhausen und dann an die Grafen, späteren Herzöge von Berg auf Schloss Burg an der Wupper.

### Neuzeit
Im beginnenden 19. Jahrhundert wuchs Dabringhausen vor allem durch den Zuzug von Westfalen aus den entlegenen Regionen des Sauerlands. Während der Franzosenzeit kam die Region 1806 bis 1813 zum Großherzogtum Berg, einem napoleonischen Satellitenstaat.
Die Franzosen lösten das Amt Bornefeld auf und teilten es in eigenständige Kantone und Mairies auf.
Unter Preußen wurde die Mairie Dabringhausen in die Bürgermeisterei Dabringhausen des Kreises Lennep umgewandelt. 1927 wurde die Bürgermeisterei in ein Amt umgewandelt; es bestand bis 1938.
Dabringhausen war lange eine eigenständige Gemeinde; am 1. Januar 1975 wurde Dabringhausen gemäß § 21 Abs. 1 Köln-Gesetz mit der bisherigen Stadt Wermelskirchen und der Gemeinde Dhünn zur neuen Stadt Wermelskirchen vereinigt.

## Ortsteile

### Gut Luchtenberg

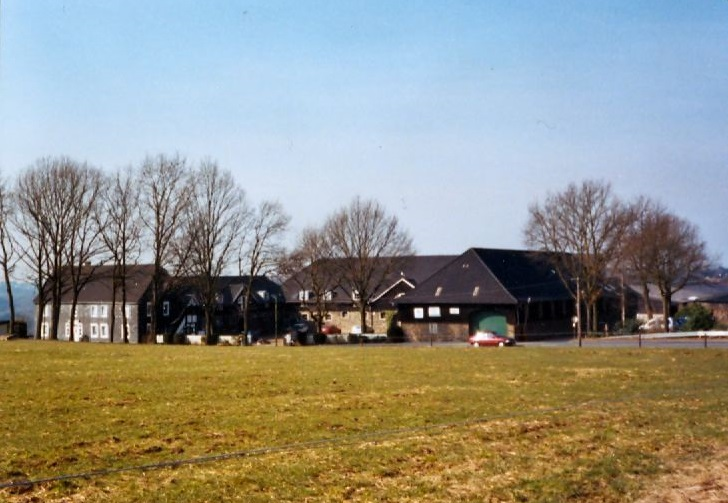
Gut Luchtenberg 2005

Das große Hofgut Luchtenberg liegt am Ortsende in Richtung Altenberg, es gehörte zur Abtei Altenberg und befindet sich heute als Pferdehof mit Publikumsverkehr in Privatbesitz.
Der Name wird abgeleitet von einem Besitzer oder Gründer mit dem Personennamen mit der Vorsilbe „Lud“ (Ludwig, Ludolf, Ludger etc.) oder auch dem Personennamen „Ludiko“. Zwischen 1210 und 1237 schenkte einer der Grafen von Berg den Hof der Abtei Altenberg. Der Hof war der Pfarrkirche Dabringhausen zu bestimmten Abgaben an Hafer und Wachs verpflichtet. Im Jahre 1237 werden durch Papst Gregor IX. der Abtei Altenberg alle ihre Besitzungen, Rechte und Freiheiten bestätigt. Darin wird „Ludekenbergh“ genannt. Dies erfolgte in wörtlicher Übereinstimmung mit der Urkunde von Papst Innozenz III. aus dem Jahre 1210. In den folgenden Jahrhunderten wird der Hof in vielen Urkunden und Zusammenhänge genannt, bis er 1798 vorläufig und am 15. Juli 1800 endgültig, versteigert wurde. Vor dem Gericht des Amtes Bornefeld, tagend in Dabringhausen, ersteigern die Brüder Heinrich und Johann Löhmer den Hof für 5500 Taler. Der Hof war 1830 bei der Urkataster-Aufnahme noch 303 Morgen groß. Vor dem Jahr 1866 ist der Hof geteilt worden zwischen Friedrich Wilhelm Löhmer und Peter Johann Tillmanns. Im Jahre 1919 ließ Emil Pfeiffer aus Wermelskirchen-Neuenhaus die große dreiflügelige Anlage errichten. Die jetzigen Besitzer kauften den Hof 1965 vom Wupperverband.

### Emminghausen
Emminghausen ist ein Dorf zwischen Dabringhausen-Ortsmitte und dem Wermelskirchener Ortsteil Hufe. Emminghausen erlangte u. a. Bekanntheit durch eine dort ansässige Straußenfarm. Der Ort lag von jeher an einer Verkehrsverbindung zwischen Dabringhausen und Wermelskirchen. Bei der Flutkatastrophe 2021 wurde jedoch die Brücke in der direkt benachbarten Gemarkung Neuemühle wegen Unterspülung außer Betrieb genommen (Wiederinbetriebnahme voraussichtlich im Sommer 2025).

### Loosenau

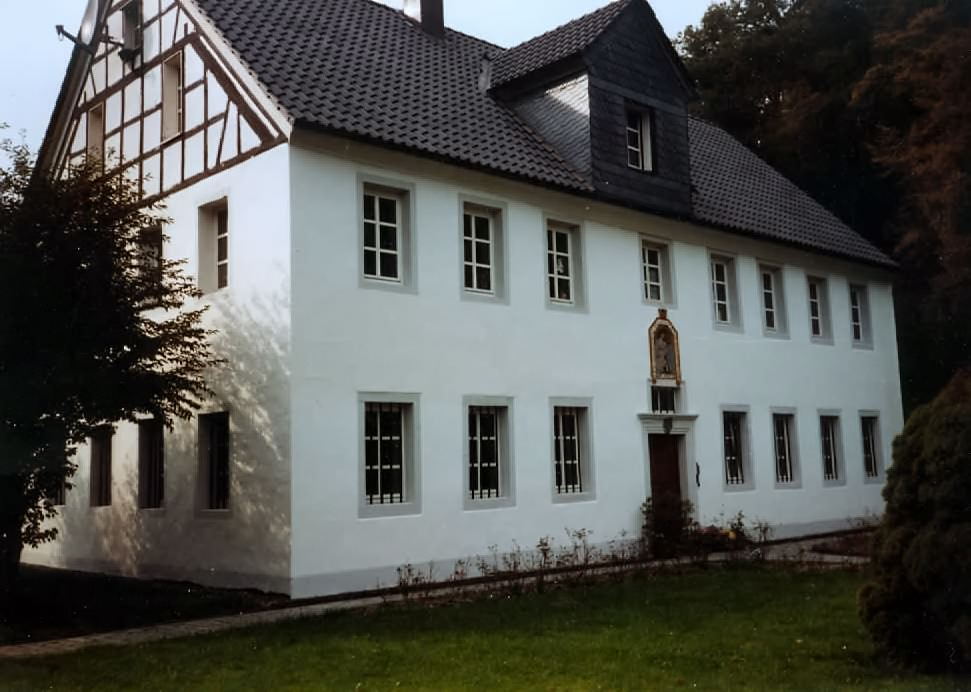
Das Gutshaus 2006

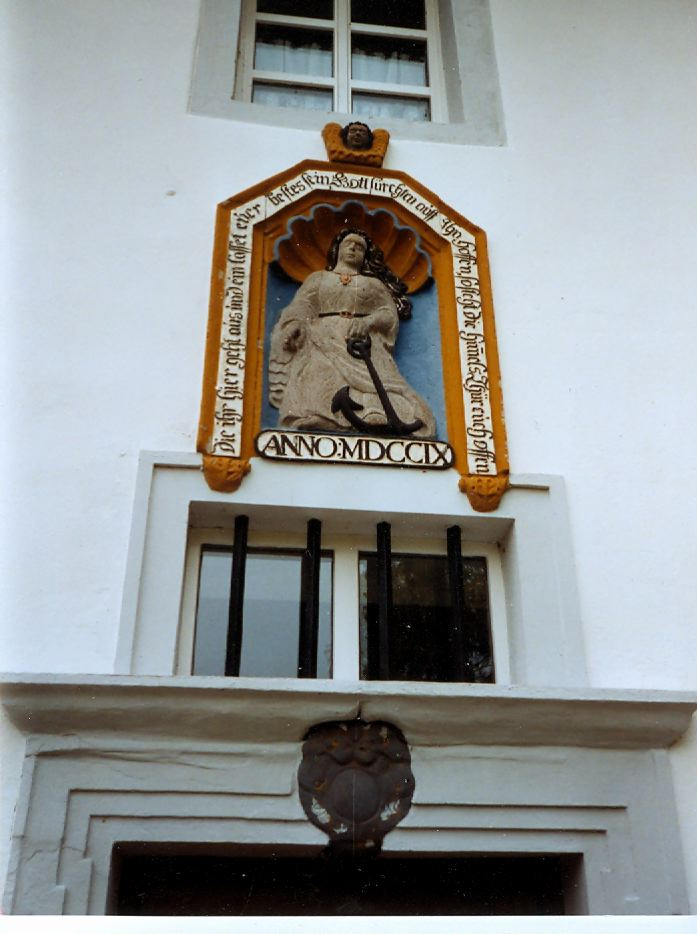
Über der Tür Frauengestalt mit Sinnspruch und Baujahr 1709

Das Anwesen und das Produktionsgelände der Pulvermühle des Fabrikanten Conrad Loosen liegt an der Dhünn nahe der späteren Staumauer der Großen Dhünntalsperre. Es diente in den 1960er Jahren als Ausflugslokal und ist heute das Forsthaus des Wupperverbandes. Das Fabrikgelände wurde mittlerweile eingeebnet.
Der Name wird abgeleitet von der Familie Loosen die mehrere Generationen dort Pulvermühlen betrieben haben. Dietrich Loosen ist 1688 Taufpate seines Eidams Degenhard Höller in Dabringhausen. Dieser betrieb dort auch eine Pulvermühle an der Linnefe. Vor 1700 soll Dietrich Loosen eine erste Pulvermühle errichtet haben.
Am 13. Oktober 1701 erhielt der Conrad Loosen die Konzession eine Pulvermühle zu erbauen gegen 1,32 Taler Erkenntnis an die Amts Bornefelder Kellnerei, ebenso am 7. Juni 1709 die Erlaubnis eines Rades für eine Walkmühle.
In 1709 wurde auch das erhaltene Herrenhaus ausweislich der Kartusche über der Haustür erbaut. Darin zeigt eine Frauengestalt als Haus- und Schutzherrin in einem evgl.-reform. Sinn mahnend auf den Spruch: „Die ihr geht aus und ein lasset euer Bestes sein, Gott fürchten auf ihn hoffen, so steht die Himmelstür euch offen“.
Vor dem Jahre 1749 verlieh Kurfürst Carl Theodor dem Scheffen und Pulverfabrikanten Conrad Loosen in Dabringhausen den Titel Commerzienrat.
Noch im Jahre 1804 führt ein Konrad Loosen einen Prozess vor dem Appellationsgericht in Düsseldorf. Bis im Jahre 1807 das in der Aue gelegene Gut und Pulvermühle versteigert wird für 3219 Taler an Pet. Casp. Moll aus Lüttringhausen.
Im Jahre 1829 ist Carl Wilh. Kayser Besitzer der Loosenauer Güter mit Pulverfabrik. Er wird genannt bei der Heirat seiner Tochter Pauline mit Pet. Joh. Platte von der Großen Ledder. Dieser Carl Wilh. Kayser gründete auf der Schlebuscher Heide die Dynamitfabrik Schlebusch, die 1873 von der Alfred Nobel & Co übernommen wurde.
Im Jahre 1875 sind die Vereinigte Rhein. Pulverfabriken Eigentümer der Loosenauer Güter mit Pulverfabrik. Letztere ist wahrscheinlich nach 1918 durch die Besatzungsmächte geschlossen worden.
Das als Ausflugslokal genutzte Haus ist vor 1974 an den Wupperverband gekommen.
Auf dem steil aufragenden Hang gleich oberhalb der Loosenau befindet sich eine ehemalige Jugendherberge, (errichtet 1957 im typisch geschwungenen Stil jener Jahre mit dünnen Stahlrohrsäulen vom Düsseldorfer Architekten Walter Euler). Sie ist heute eine Reha-Einrichtung für suchtkranke Jugendliche.
Loosenau liegt im Bereich des Naturschutzgebiets Dhünntal und Linnefetal mit Seitentälern.

### Gut Steinhausen

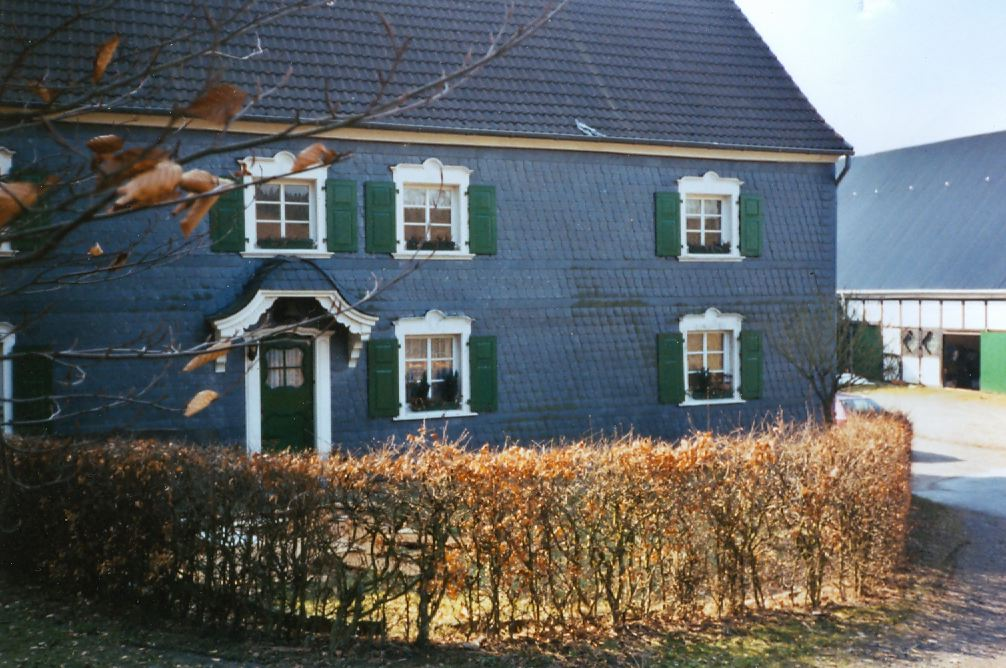
Gut Steinhausen 2005

Im Jahre 1379 bekennen Bruin von Garderode und seine Gattin Metza mit Zustimmung ihrer Kinder, der Abtei Altenberg unter Abt Johann II. den Hof Steinhausen verkauft zu haben. Dies geschah am Gericht zu Dabringhausen vor dem Amtmann Peter in den Barmen sowie vor Schöffen und Geschworenen. Auf dem Land steht heute das Haus Maria in der Aue.
Steinhausen, ein bergischer Fachwerkbau (um 1800 erbaut), gehörte über vier Generationen der Bauernfamilie Vierkötter, bevor in es in den Besitz der Familie Haniel kam. Es wurde 1925 vom Berliner Architekten Otto Walter (der auch das Schloss konzipierte) zu einem für damalige Verhältnisse leistungsfähigen und großen Hofgut umgebaut mit 14 Milchvieh-Anbindeplätzen und mehreren weiteren Ställen für Jungvieh, Pferde, Federvieh, Tauben und Schweine. Es gab eine halbautomatische Entmistungsanlage, ein umfangreiches Stallbelüftungssystem, eine elektrische Alarmanlage und eine sehr große, das Bild dominierende Scheune. Eingesetzt waren die Verwalter Hocke und Nass.
Nach dem Krieg lebten verschiedene Pächter dort (es befand sich im Besitz des Landes Nordrhein-Westfalen), bevor es ab 1962 bis zum Jahr 2007 von der Landwirtfamilie Teuber übernommen und bewirtschaftet wurde. Nach einigen Jahren als Gnadenhof für Pferde wird Steinhausen seit 2018 als Reitsportzentrum betrieben.

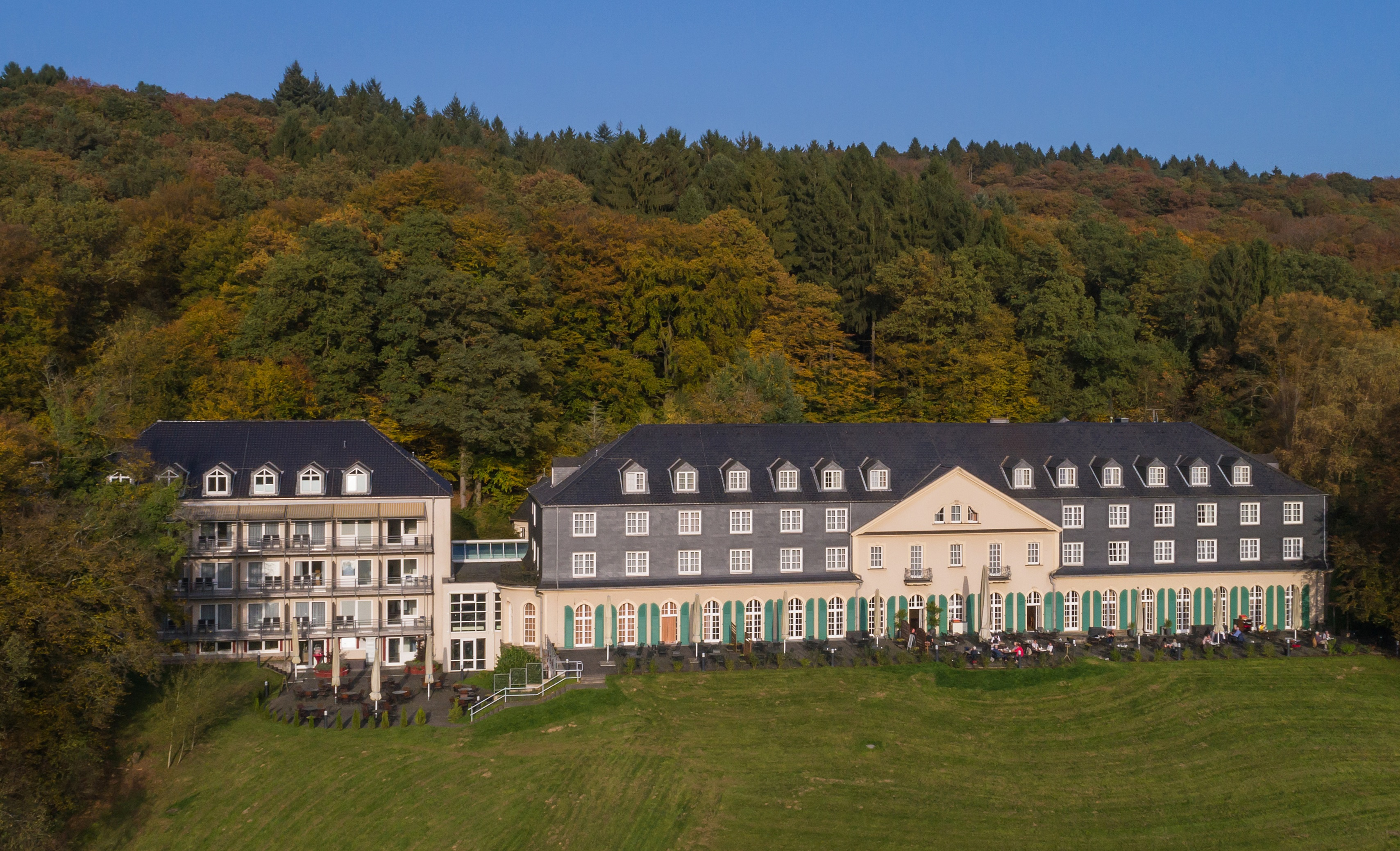
Maria in der Aue

### Haus Maria in der Aue (Schloss Haniel)
1928 ließ sich der Industrielle und Landrat a. D. Karl Haniel im Tal der Aue in dem neu erbauten Jagd- und Gästehaus Schloss Haniel nieder, in dem die vierköpfige Familie aber nur wenige Jahre lebte. Heute beherbergt das Schloss das Tagungshotel Maria in der Aue. Das zeitgleich benachbart als Remise entstandene, später sogenannte Brunnenhaus (beherbergte die Wasserversorgung des Tales), ist heute ein Seminarzentrum.

### Weitere Ortsteile
- Dortenhof
- Großeledder
- Grunewald
- Koenenmühle
- Limmringhausen
- Markusmühle
- Neuemühle
- Plettenburg
- Rausmühle
- Rölscheid

#### Untergegangene oder wüst gefallene Ortsteile
- Dhünnenburg
- Doktorsdhünn
- Humburgshammer
- Hutzhammer
- Jülichsdhünn

## Infrastruktur und Verkehr
Die Hauptverkehrsachse ist die Landesstraße L 101 von Hückeswagen nach Odenthal-Altenberg (seit Ende der 1970er Jahre um den Ortskern herumgeführt). Industriebetriebe finden sich unter anderem in der Fertigung von Fördertechnik wie Rollen und Antrieben für den innerbetrieblichen Transport, zum Beispiel in der Verpackungsindustrie und Lagerhandel.

## Freizeit
Das 1935 eröffnete Waldschwimmbad Freibad Dabringhausen liegt im Linnefe-Tal. Die Linnefe ist ein 5,1 Kilometer langer, rechter Zufluss der Dhünn. Das Gebiet verfügt über ausgedehnte Wanderwege. Weitere Wanderwege finden sich unter anderem entlang der Dhünn bis nach Altenberg und um die ortsangrenzende Dhünntalsperre oder ins Eifgental.
In den 1970er Jahren erlangte Dabringhausen den zweifelhaften Ruf, eine der gewagtesten Motorradkurven Deutschlands zu besitzen, entlang derer sich sogar regelmäßig Zuschauer versammelten (Kreisstraße 18). Sie wurde für einige Motorradfahrer zum tödlichen Verhängnis und ist deshalb heute für motorisierte Zweiräder gesperrt.

## Vereine
Zentraler Bürgerverein ist der Verkehrs- und Verschönerungsverein VVV, mit ca. 450 Mitgliedern (Stand 2005). Zu den Aufgaben des Vereins gehören in erster Linie die Pflege von öffentlich zugänglichen Einrichtungen und Installationen wie die des Brunnens oder des Aussichtsturms Hindenburgturm in Ketzbergerhöhe. Daneben gibt es noch den Dabringhauser Turn-Verein 1878 e. V., der neben Fußball auch Handball, Badminton, Tennis, Tischtennis und Kurse für Fitness und Gesundheit anbietet.

## Persönlichkeiten
- Ferdinand Schmidt (1883–1952), Kirchenmusikdirektor
- Hans Günter Tillmann (1936–2021), Sprachwissenschaftler, Phonetiker und Hochschullehrer